# تپه قلعه پاچه ۳
تپه قلعه پاچه ۳ در شهرستان الیگودرز، بخش بشارت، دهستان پیشکوه ذلقی، ۳۵۰ متری غرب روستای قلعه پاچه واقع شده و این اثر در تاریخ ۱۸ اسفند ۱۳۸۷ با شمارهٔ ثبت ۲۵۲۵۸ به‌عنوان یکی از آثار ملی ایران به ثبت رسیده است.